# Ольга (Канада)
Ольга (англ. Olha) — населенный пункт в канадской провинции Манитоба, в 63 км к юго-западу от города Дофин.
Основан украинскими поселенцами в 1890-е гг. В селе расположен ряд домов, церковь, магазин и дом собраний. Также в Ольге находится массовая могила, где захоронены 43 поселенца (40 детей и 3 взрослых), умершие в 1899 году от скарлатины. Реконструированы дома-землянки первых поселенцев (буды).